# 危険
危険（きけん、英: Danger、独: Gefahr）は、危害や損失が発生する可能性があること。リスクも参照のこと。

## 法律における危険
法律に記載のある危険は次のように分類できる。一般に認知されている危険は、これ以外にもあり得る。また、法学上用いられる危険という用語、概念については、危険負担、未遂などの項目を参照。
- 経済
  - 金融業務における損失
  - 共済金の貸付の急増その他異常な事態（異常危険）
- 産業
  - 墜落
  - 高温、高圧等
  - 爆発
  - 酸素欠乏
  - 感電
  - 有害物質の排出、公害
- 建築物
  - 倒壊
  - 転落
  - 構造上の危険
- 交通
  - 自動車
  - 鉄道
  - 船舶
  - 航空機
- 医療
  - 救急救命措置
  - 治験薬、臨床試験
  - 伝染病
  - 母体保護
- 災害
  - 地震
  - 水害
  - 水難
  - 火災
  - 火山、火砕流
  - 気候系に対する人為的干渉
  - 土砂等の崩壊
  - 農業災害
  - 災害救助における危険
- 物品等の取扱い
  - 危険物、毒物・劇物、放射性物質
  - 銃砲刀剣類
  - 危険な動植物
- 反社会的行為
  - 犯罪
  - 武力攻撃事態、戦闘行為、兵器
  - 暴力団の対立抗争

## 経済現象における危険
経済現象は一つの行為に対して複数個の結果が対応し、いずれの結果が生じるかはその時の状態に依存する。不確実性下における行為決定で所得の減少（損失）を伴うことを危険（risk）を接頭辞に持つ語として表すことがある。
- 危険関数：統計的決定関数を用いて、損失の期待値を表した関数
- 危険回避
- 危険資産

## 数理科学における危険

### 確率論における危険
全く偶然に起こると見なされる事象において、その時間間隔 {\displaystyle d} の分布は密度関数
{\displaystyle f(d)=\exp(-d/c)/c}
を持つ指数分布に従うと考えられる（ポアソン分布）。ここで、{\displaystyle h(d)=f(d)/\int _{d}^{\infty }f(c)dc}
を危険率（hazard rate）という。

### 統計的品質管理における危険
抜取検査（ロットから抽出した標本の品質特性の値を、あらかじめ定めた判定基準に照合して、その合格・不合格を判定する検査）において、
- 不合格の確率を条件とするものを生産者危険
- 合格の確率を条件とするものを消費者危険

という。